# ジュニーニョ・パウリスタ
ジュニーニョ・パウリスタ（Juninho Paulista）ことオスバウド・ジロウド・ジュニオール（Osvaldo Giroldo Junior、1973年2月22日 - ）は、ブラジル・サンパウロ州サンパウロ出身のサッカー選手である。

## 経歴

### キャリア初期
中流階級の出身で、父親は公務員だった。少年時代はサッカースクールでフットサルをしており、10代の頃からサンパウロ州で注目を集めた。小柄な体格だったためかプロデビューは19歳と遅く、ユース年代の代表には選ばれていない。

### サンパウロFC
1992年にサンパウロ州の中堅クラブイトゥアーノFCでキャリアを始め、1993年には、当時のテレ・サンタナ監督に才能を認められ、前年トヨタカップを制したサンパウロFCに移籍。当初はレオナルド、ミューレルら前線の選手層が厚かったため控えとなることが多かったが、サンタナ監督の指導を受けスーパーサブを務めた。
同年のトヨタカップでは、ACミランと対戦。途中出場を果たし、20歳にしてクラブ世界一のピッチに立つ経験をした。
1994年にはレギュラーに定着し、攻撃的ミッドフィールダーやFWを務め、10番のレオナルドと共にサンパウロFCの攻撃を担った。レオナルドが鹿島アントラーズに移籍すると、以降はサンパウロのエースとして活躍。同年にはコパ・CONMEBOLにレコパ・スダメリカーナを制した。1995年には背番号を10に変更し、1995年にはカイオとのコンビで活躍し、同年のブラジル国内最優秀選手を獲得した。
同年2月22日の22歳の誕生日にスロバキア戦で代表デビューイングランドで開催されたUMBROカップでも再び10番を背負い、好パフォーマンスを見せて優勝に貢献し、セレソンの新10番として国際的に認知されるに至った。コパ・アメリカでも10番を背負い、決勝まで進んだが、エンツォ・フランチェスコリ率いるウルグアイに破れ準優勝となったが、大会MVPに選出された。ザガロ監督の下、4-3-1-2システムでトップ下として攻撃の中心を担い、96年アトランタ五輪まで同ポジションの不動のレギュラーとなった。

### ミドルズブラFC
1996年、ミドルズブラFCへ移籍した。ミドルズブラ側が当時ブラジル国内市場最高の移籍金を提示し、スタジアムの改修費に悩むサンパウロが合意する形で移籍が成立した。
ジュニーニョはファブリッツィオ・ラバネッリとの間でホットラインを形成した。この間、アトランタ五輪に出場するも準決勝ではナイジェリアにも敗れて結局銅メダルという結果に終わった。
1996-97シーズンを通じてミドルズブラは下位に低迷し、1996-97シーズン最終節で2部リーグへの降格が決定した。

### アトレティコ・マドリード
1997年、スペインのアトレティコ・マドリードに移籍した。開幕のレアル・マドリード戦でリーガ初ゴールを決め、チームのエースとなった。クリスティアン・ヴィエリ、キコらと攻撃陣を形成し、前半戦3位の原動力となった。この間、ブラジル代表にも復帰し、1997年のコンフェデレーションズカップ決勝では攻撃的MFのレギュラーに返り咲いて、優勝に貢献した。
1998 FIFAワールドカップでの代表選出は濃厚だったが、1998年年明けのリーグ戦で、ミチェル・サルガドのバックチャージを受け、左足首靱帯断裂の重傷を負い、ワールドカップを棒に振った。
半年のブランクを得て復帰するが、その後監督に就任したアリーゴ・サッキとクラウディオ・ラニエリの、ファンタジスタを不要とする構想に合わず戦力外となり、1999年にミドルズブラFCに2回目の移籍を果たすものの、ミドルズブラは戦術がロングポール主体に変わっており、全盛期のプレーは戻らず、再びブラジル代表からも遠ざかった。

### CRヴァスコ・ダ・ガマ
2000年、ジュニーニョはブラジル国内に戻り、リオデジャネイロ州のCRヴァスコ・ダ・ガマに移籍する。ここには当時ロマーリオ、エウレル、ジュニーニョ・ペルナンブカーノ、ジョルジーニョらがいた。ジュニーニョは、ここで10番を与えられると徐々に本来のリズムを取り戻し、復活を遂げた。コパ・メルコスールの決勝では、0-3の劣勢から、ジュニーニョとロマーリオの活躍もあり4-3と逆転、優勝した。ロマーリオはこの年の南米最優秀選手を獲得し、ジュニーニョ自身もベストイレブンに選ばれ、ブラジル代表にも復帰した。

### 日韓ワールドカップ
2002 FIFAワールドカップ日韓大会に際して、ブラジル代表に選出されたが、所属クラブであるフラメンゴでの不調もあり、ロナウジーニョに攻撃的MFのポジションを奪われ、下がり目のMFで出場することになった。
結果、グループステージでは先発したものの、決勝トーナメント以降は守備を重視したルイス・フェリペ・スコラーリ監督の戦術によって、ジョゼ・クレベルソンにポジションを奪われ、ほとんど出番はなかったが、決勝戦ドイツ戦の試合終盤に出場を果たし、世界一の瞬間に立ち会った。これにより、トヨタカップ優勝とワールドカップ優勝という、クラブ、代表両方で世界一を経験した。

### キャリア終期
2002年、ミドルズブラFCに移籍。フットボールリーグカップ制覇に貢献した。
2004年には出場機会を求めてスコットランドのセルティックFCに移籍するが、再び母国に戻りサンパウロ州のSEパルメイラスに移籍し、エジムンドと共にエースとして活躍した。ブラジル代表には招集されなくなったものの、得点王ランキングやベストイレブン順位でも上位につけていた。
2007年に、パルメイラスの経営陣を批判したことがきっかけとなり退団。再びCRフラメンゴに移籍してコパ・リベルタドーレスに挑むも、チームは1回戦で敗退。出場機会を模索して、今度はオーストラリアのシドニーFCに移籍した。しかし、怪我などに悩まされ、目立った活躍は出来ずに2008年3月に退団。以後、復帰も目指してSEパルメイラスの設備を借りて練習を重ねていた。2010年、初めてプロとして契約したクラブチームである古巣のイトゥアーノFCで再びプレーした。

## 所属クラブ
- イトゥアーノFC 1992-1993
- サンパウロFC 1993-1995
- ミドルズブラFC 1995-1997
- アトレティコ・マドリード 1997-1999
- ミドルズブラFC 1999-2000
- CRヴァスコ・ダ・ガマ 2000-2001
- CRフラメンゴ 2001-2002
- ミドルズブラFC 2002-2004
- セルティックFC 2004-2005
- SEパルメイラス 2005-2006
- CRフラメンゴ 2007
- シドニーFC 2007-2008
- イトゥアーノFC 2010

## 代表歴

### 出場大会
- ブラジル代表
  - 2002 FIFAワールドカップ

### 試合数
- 国際Aマッチ 50試合 4得点（1995年-2003年）[2]

| ブラジル代表 | 国際Aマッチ | 国際Aマッチ |
| 年           | 出場        | 得点        |
| ------------ | ----------- | ----------- |
| 1995         | 15          | 1           |
| 1996         | 1           | 0           |
| 1997         | 9           | 0           |
| 1998         | 0           | 0           |
| 1999         | 1           | 0           |
| 2000         | 3           | 1           |
| 2001         | 11          | 1           |
| 2002         | 9           | 1           |
| 2003         | 1           | 0           |
| 通算         | 50          | 4           |

## 獲得タイトル

### クラブ
サンパウロFC
- コパ・リベルタドーレス : 1993
- スーペルコパ・スダメリカーナ : 1993
- トヨタカップ : 1993
- レコパ・スダメリカーナ : 1994
- コパCONMEBOL : 1994
- コパ・ドス・カンピオンイス : 1994

CRヴァスコ・ダ・ガマ
- カンピオナート・ブラジレイロ : 2000
- コパ・メルコスール : 2000

ミドルズブラFC
- フットボールリーグカップ : 2004

CRフラメンゴ
- カンピオナート・カリオカ : 2007

### 代表
ブラジル代表
- コパ・アメリカ準優勝 : 1995
- オリンピックサッカー銅メダル : 1996 アトランタ
- コンフェデレーションズカップ優勝 :  1997
- ワールドカップ優勝 : 2002

### 個人
- コパ・アメリカ最優秀選手賞 : 1995
- ブラジル最優秀選手賞 : 1995
- CARLING PREMIERSHIP PLAYER OF THE YEAR 1996-97 受賞
- CONMEBOLベストイレブン : 2000

## 作品
- 1997年 [Tribute to a Legend]http://www.amazon.co.uk/Middlesbrough-FC-Juninho-Tribute-Legend/dp/B00004S32Z
（VHS PAL規格 イギリス国内発売商品・日本国内未発売）